# Route 895 (Nouveau-Brunswick)
Pour les articles homonymes, voir Route 895.
La route 895 est une route locale du Nouveau-Brunswick située dans le sud-est de la province, au sud-est de Petitcodiac globalement. Elle traverse une région montagneuse et boisée. De plus, elle mesure 55 kilomètres, et est pavée tout au long de sa route.

## Tracé
La 895 débute à la sortie 223 de la route 1, à Anagance. Elle commence par se diriger vers le sud pour rejoindre la rivière Kennebecasis et pour suivre la frontière entre les comtés de Kings, Westmorland, et Albert. Elle continue de suivre cette rivière pendant une dizaine de kilomètres, en passant près du mont Pleasant, puis elle bifurque vers l'est pour rejoindre Elgin.
À Elgin, elle tourne vers le nord, puis revient vers l'est alors qu'elle croise la route 905. Elle traverse ensuite Mapleton avant de courber à nouveau vers le nord pour rejoindre Forest Hill, pour à nouveau tourner vers l'est, jusqu'à Parkindale.
Elle bifurque ensuite vers le nord, et ce pour de bon, afin de suivre la rivière Little River et de traverser Little River et Colpitts Settlement. Elle se termine au sud-est de Salisbury, sur la route 112.

## Intersections principales
| route 895       |                     |     |                                                   |                                               |
| Comté           | Location            | km  | Intersection/Destinations                         | Notes                                         |
| Comté de Kings  | Aganance            | 0   | R-1, Moncton, Saint Jean, Sussex                  | Sortie 223 de la 1; extrémité ouest de la 895 |
| Comté d'Albert  | Elgin               | 19  | R-905 nord, Pollett River, Petitcodiac            |                                               |
| Comté d'Albert  | Parkindale          | ~30 | chemin Pleasant Vale sud, Pleasant Vale, Hillside |                                               |
| Comté d'Albert  | Nixon               | 45  | Chemin Nixon est, Turtle Creek                    |                                               |
| Comté d'Albert  | Colpitts Settlement | 49  | Chemin Bannister ouest, Middlesex                 |                                               |
| Comté d'Albert  | Salisbury           | 55  | R-112, Salisbury centre, Moncton                  | extrémité nord de la 895                      |
| Bleu: Échangeur |                     |     |                                                   |                                               |